# Főkapitány
A magyar történelem során több különböző cím viselőjét is főkapitánynak nevezzük. 
A Magyar Királyság hét főkapitánya a kiskorú V. László magyar király régensi tanácsa, mely a hadseregeinek főparancsnoka volt 1445-ben. A tanács tagja volt Hunyadi János és Újlaki Miklós erdélyi vajdák, Rozgonyi György országbíró, Bebek Imre, Ország Mihály, Szentmiklósi Pongrác és Jiskra János. A hét kapitány csak egy évig volt hivatalban, mivel Hunyadi Jánost 1446-ban a rendi országgyűlés kormányzói jogkörökkel ruházta fel.
1453-ban Hunyadi lemondott a kormányzóságról, V. László ezt követően nevezte ki országos főkapitánnyá, ezzel Hunyadi maradt az ország hadseregének főparancsnoka. Halála után Cillei Ulrik, majd Hunyadi László töltötte be a tisztséget. Utóbbi után a mindenkori nádor lett a cím viselője.
A 16. és a 17. században a magyar királyi főkapitányságok élén is a főkapitány állt. Ő volt a katonai körzet katonai parancsnoka a Habsburg-török háborúk idején a királyi Magyarország területein.

## A 7 főkapitány időszaka
A főkapitányi cím I. Ulászló halála után jött létre 1444-ben. Az uralkodó nélküli Magyar Királyság trónjára behívták Albert király fiát, Habsburg Lászlót. A fiatal Lászlót azonban III. Frigyes német-római császár őrizte Tirolban. A magyar főurak kérték, hogy engedje el Lászlót, de Frigyes ezt elutasította. Ez a főurak között is összetűzéseket okozott. Mielőtt egyetlen régenst neveztek volna ki, úgy döntöttek, hogy hét nemes és nagy befolyású főurat választanak meg hét különböző magyar főkapitányság irányítására.
Ebben az időszakban nagy küzdelem folyt a magyar főurak között földbirtokaikért, emiatt a főkapitányok közül néhányan vissza is éltek hatalmukkal. Rablóbáró lett többek között Szentmiklósi Pongrác és Jiskra János is.
Még ez idő alatt is fontolgatták, hogy leváltsák-e V. Lászlót, főleg a szlavón és horvát nemesek. Bebek Imre ideje nagy részét ezek meggyőzésével töltötte. Végül Bebeknek sikerült a király oldalára állítania a szalvón nemesség jelentős részét.
Bebek Imre Hunyadi kinevezésével végül 1446-ban visszalépett a főkapitányi címtől, majd 1448-ban a rigómezei csatában vesztette életét.

### Főkapitányok
| Főkapitány                          | Terület    | Egyéb tisztségei |
| ----------------------------------- | ---------- | --- |
| herceg Hunyadi János (1407–1456)    | ismeretlen | Lista - * Szörényi bán (1439–1446) - A Magyar Királyság kormányzója (1446–1453) - A Magyar Királyság főkapitánya (1453–1456) - Erdélyi vajda (1441–1456) - Székely ispán (1441–1456) - Nándorfehérvári főkapitány (1441–1456) - Temes vármegye ispánja (1441–1456) - Pozsony vármegye ispánja (1450–1452) - Beszterce vármegye örökös főispánja és grófja (1453-tól) - Trencsén vármegye ispánja (1454–1456) |
| Újlaki Miklós (1410–1477)           | ismeretlen | - Bosznia királya (1471–1477) - Erdélyi vajda (1441–1458; 1462–1465) - horvát, dalmát és szlavón bán (1472) - Macsói bán (1430-1477) |
| semptei Rozgonyi György (?–1458)    | ismeretlen | - Országnagy (1450–1454) - Országbíró (1441–1446) |
| guthi Országh Mihály (1410–1484)    | Mátyusföld | - Nádor (1458–1484) - Ajtónállómester (1453-1458) - Főkamarás (1433–1436) - Kincstartó (1436-1438; 1440–1453) |
| Szentmiklósi Pongrác (?–1474)       | Mátyusföld | - Liptó vármegye főispánja - Országkapitány |
| vámosi Bebek Imre (?–1448)          | Erdély     | - székely ispán (1438–1441) - erdélyi vajda (1446–1448) |
| Giskra János Jan Jiskra (1400–1469) | Felvidék   | |

## Országos főkapitány
| #                      | Portré | Főkapitány                                             | Hivatal kezdete     | Hivatal vége        | Uralkodó     | Megjegyzés                                      |
| ---------------------- | ------ | ------------------------------------------------------ | ------------------- | ------------------- | ------------ | ----------------------------------------------- |
| 1                      |        | herceg Hunyadi János (1407–1456)                       | 1453. január 30.    | 1456. augusztus 11. | V. László    | Hivatalban elhunyt                              |
| 2                      |        | gróf Cillei Ulrik (1406–1456)                          | 1456. augusztus 11. | 1456. november 9.   | V. László    | A Hunyadiak riválisa, Hunyadi László öleti meg. |
| 3                      |        | gróf Hunyadi László (1431–1457)                        | 1456. november 9.   | 1457. március 16.   | V. László    | A király lefejeztette, hivatalban hunyt el      |
| ismeretlen (1457–1543) |        |                                                        |                     |                     |              |                                                 |
| 4                      |        | báró nádasdi és fogarasföldi Nádasdy Tamás (1498–1562) | 1543 január         | 1546                | I. Ferdinánd | Az állandó pénzhiány miatt lemond               |
| üres (1546–1548)       |        |                                                        |                     |                     |              |                                                 |
| (4)                    |        | báró nádasdi és fogarasföldi Nádasdy Tamás (1498–1562) | 1548                | 1552 december       | I. Ferdinánd | Ismét lemond                                    |

Hunyadi László halála után nem ismert, ki lett az új főkapitány. Később a cím a mindenkori nádorhoz került, így ő lett az állandó országos főkapitány.

## A három részre szakadt Magyarország alatt
A három részre szakadt Magyarország Habsburg-részén (Királyi Magyarország) létrejövő kapitányságok (vagy főkapitányságok) élén álló vezetők viselték a királyi főkapitány címet. 

### Dunáninneni főkapitányok
- 1542. január–október: Perényi Péter
- 1542–1552: ecsedi Báthory András
- 1552. július–december: gyarmati Balassa Menyhért
- 1552–1554: üres
- 1563-tól: Dersffy István

### Bányavidéki főkapitányok
- 1554. augusztus: lepoglavai Krusich János
- 1555–1562: gyarmati Balassa János
- 1562–1564: ruszkai Dobó István

## Fordítás
Ez a szócikk részben vagy egészben  a   Captain in Chief című angol Wikipédia-szócikk ezen változatának fordításán alapul.  Az eredeti cikk szerkesztőit annak laptörténete sorolja fel. Ez a jelzés csupán a megfogalmazás eredetét és a szerzői jogokat jelzi, nem szolgál a cikkben szereplő információk forrásmegjelöléseként.